# Guerra giusta (teologia)
La dottrina della guerra giusta è un campo di riflessione della teologia morale cristiana che stabilisce a quali condizioni dichiarare una guerra, e combattere per vincerla, sia lecito per un cristiano. Secondo questa dottrina 
La dottrina della guerra giusta si ritrova sia nell'elaborazione morale cattolico-romana, sia in quella della teologia riformata classica, che - in nome del principio della sovranità delle sfere e del riconoscimento dell'origine divina dell'autorità civile - considerava compito della riflessione teologica pronunciarsi anche su questioni di natura prevalentemente politica, da risolversi poi - sul piano del diritto - senza un intervento diretto delle Chiese; al contrario, nella morale cattolica, non veniva assegnata una reale autonomia al potere politico, in quanto quest'ultimo era comunque subordinato all'autorità del magistero ecclesiastico.

## Elaborazione storica
Considerazioni morali sulla guerra erano già comparse nel pensiero cristiano delle origini: fare la guerra, tuttavia, era visto come totalmente contrario al messaggio di amore verso i nemici predicato da Gesù Cristo e alla pace interiore che ogni cristiano dovrebbe conservare in sé stesso.
Se però i Padri della Chiesa condannavano la guerra in quanto tale, ad ogni condizione, già Agostino d'Ippona elaborò una visione più sfumata ed articolata: egli infatti riteneva giustificabile la guerra a condizione che questa rientrasse nei decreti della divina Provvidenza. Le guerre condotte dall'Impero romano, per esempio, erano da considerarsi moralmente lecite:
(Agostino, De Civitate Dei IV,6.15)
Tommaso d'Aquino concorda sostanzialmente con Agostino, definendo come guerra giusta quella dichiarata da un'autorità legittimamente costituitasi, per una giusta causa e giusti fini. Non sembra ancora sviluppata, invece, in Tommaso, una riflessione sistematica sui "modi" leciti della guerra, tanto che, appoggiandosi sull'autorità di Agostino, Tommaso afferma che quando siano rispettate le condizioni della  legitima auctoritas e della iusta causa persino l'uso dell'inganno o di mezzi subdoli è accettabile:
(Tommaso d'Aquino, Summa Theologiae, IIª-IIae q. 40 art. I)
Già presente, in forma embrionale negli scritti di Agostino d’Ippona ed elaborata soprattutto dalla teologia scolastica, la dottrina della guerra giusta venne poi approfondita dalla teologia morale dei secoli XVI e XVII nel contesto dello sviluppo degli Stati nazionali e dell'approfondimento della disciplina del diritto internazionale. I moralisti più famosi di quest'epoca furono Domingo de Soto, Luis de Molina e Francisco Suárez.

## Contenuti essenziali della dottrina della guerra giusta
Secondo la dottrina della guerra giusta, la guerra è l'extrema ratio per risolvere una controversia tra Stati in sé sovrani. Se ogni Stato è sovrano, infatti, ogni conflitto tra interessi - anche legittimi - scoppiato tra due o più Stati dovrebbe essere risolto per via di trattative; ma qualora la via della trattativa non dia il risultato atteso, è lecito adire alla via della guerra.
Secondo l'enunciazione tradizionale di questa dottrina, perché una guerra non sia inhonesta (eticamente 'illecita') si devono verificare tre condizioni (le prime due riassunte sotto l'espressione jus ad bellum, il "diritto di fare la guerra", e la terza nella categoria dello jus in bello, il "diritto [da rispettare] durante la guerra"):
- che la guerra sia dichiarata dalla "legittima autorità" (legitima auctoritas),
- che sia intrapresa per una "giusta causa" (iusta causa),
- che sia condotta nei "modi legittimi", commisurati al fine della guerra (debitus modus).

La dottrina della guerra giusta era concettualmente molto diversa da quella della legittima difesa, se non altro perché la prima poteva considerare "giusta" anche una guerra offensiva, e non solo quella difensiva. La dottrina della legittima difesa, inoltre, giustifica una reazione anche violenta soltanto di fronte ad un'aggressione ingiusta "in atto", o perlomeno incombente, mentre la dottrina della guerra giusta poneva solo la clausola di un "giustificato motivo", che non necessariamente era riconducibile solo ad una aggressione già in atto.

### Legitima auctoritas
Secondo la dottrina della guerra giusta, nella sua elaborazione più matura, visto che la guerra poteva essere giustificata solo in vista del bene comune e l'unica autorità regolatrice del bene comune era il sovrano, la guerra diventava lecita solo se dichiarata dalla legittima autorità politica, cioè dal sovrano.

### Iusta causa
A proposito della giusta causa, che non può che essere legata al fine globale del perseguimento del bene comune, la teologia cattolica elaborò soprattutto tre fattispecie:
- la tutela dei diritti di uno Stato, per esempio un diritto economico, come lo sfruttamento di risorse naturali, un diritto all'onore dello Stato o della bandiera, la riparazione di un torto grave inflitto allo Stato (la cattolica Austria, per esempio, addusse l'omicidio di Sarajevo come giusta causa per dare inizio alla prima guerra mondiale);
- la difesa a fronte di un'aggressione al territorio o ai cittadini di uno Stato, compiuta da un altro Stato;
- la difesa di uno Stato più debole aggredito ingiustamente (una funzione, quindi, di "polizia internazionale").

### Debitus modus
Alla luce del principio del debitus modus, la guerra può essere combattuta soltanto entro limiti ben precisi (la convenzione di Ginevra, per esempio, stabilisce alcuni confini ben precisi entro i quali dovrebbe limitarsi il comportamento dei belligeranti).
In questa prospettiva, ogni distruzione, spoliazione ingiustificata di beni o rappresaglia sproporzionata sarebbero immorali.
In linea generale, il fine ultimo della guerra era esplicitato nel criterio dello hostes expugnare, o hostes deprimere: il fine della guerra sarebbe dunque la definitiva sconfitta del nemico, e qualunque mezzo utile a raggiungere questo obiettivo sarebbe lecito; ma al contrario, le condotte che evidentemente non conducono a questo fine (per esempio quelle volte a soddisfare la sete di vendetta, o l'avidità) sarebbero inammissibili.

## Rielaborazione teologica contemporanea
Soprattutto nella seconda metà del XX secolo, diversi teologi cattolici rifletterono sul fatto che la dottrina della guerra giusta è servita come giustificazione ideologica per ogni tipo di guerra: lungo i secoli, anche Stati che si dichiaravano cristiani o difensori della fede si sono impegnati in ogni genere di guerre, difensive e offensive, trovando nei principi della dottrina della guerra giusta l'occasione per sgravare soprattutto la coscienza dei sovrani dall'accusa di commettere un peccato mortale quando intraprendevano una guerra.
La dottrina della guerra giusta cominciò così a rivelare numerosi punti deboli, e ciò ha portato anche la teologia morale cattolica a rimettere in discussione i principi consolidati.
Per esempio:
- Il principio della legitima auctoritas sancisce che soltanto la pubblica autorità dello Stato può dichiarare una guerra: ma se un popolo non è costituito in Stato sovrano riconosciuto internazionalmente, quale legittima autorità potrà dichiarare una guerra? Di fatto, ogni guerra fatta – per esempio – per liberarsi da un giogo coloniale sarebbe vista come "terrorismo", come l'aggressione armata di un gruppo privato contro la sovranità di uno Stato, e quindi non potrebbe mai essere "giusta". La clausola della legitima auctoritas, inoltre, era posta soprattutto per impedire che le guerre fossero fatte scoppiare da privati cittadini a tutela dei loro privati interessi; in realtà, però, la storia mostra come questa condizione non abbia affatto impedito che nel corso dei secoli si siano combattute, e si combattano tuttora, guerre per interessi particolari: alcuni soggetti privati, di fatto, hanno sempre avuto un grande influsso sull'autorità pubblica (si pensi alla Compagnia delle Indie, che era un'impresa privata), e quando era nei loro interessi che si intraprendesse una guerra contro un concorrente, non era difficile per loro far sì che lo Stato stesso gli dichiarasse guerra.
- Il principio del debitus modus è regolato soprattutto dalla legge morale naturale e dal diritto internazionale. Ma la legge naturale ha il grande limite di essere assai indeterminata (quando, per esempio, una rappresaglia può essere considerata “proporzionata” o “sproporzionata” in base al'etica naturale?), mentre il diritto internazionale porta in sé il grande difetto di non comportare altra sanzione per le sue violazioni se non un'altra guerra: in questo modo, di fronte alla violazione del debitus modus, l'unica soluzione resterebbe l'allargamento del conflitto. Il generale Francisco Franco, per esempio, si giustificò di fronte alla Chiesa cattolico-romana (di cui era il campione e il difensore in Spagna) per il bombardamento a tappeto di Guernica, affermando che comunque esso era proporzionato al giusto fine di demoralizzare la popolazione ribelle e stabilire l'ordine nel Paese.

(Enrico Chiavacci)
- Circa, infine, la iusta causa, bisogna dire che, lungo i secoli, come "giuste cause" furono addotti praticamente tutti i motivi immaginabili: la promozione della fede cattolica, l'apporto di un generico beneficio all'umanità, il libero commercio, e così via. Nessuna autorità ecclesiastica cattolica, per esempio, obiettò al preteso diritto dell'Italia ad avere più terre da coltivare (un “posto al sole”) come giusta causa per scatenare le guerre per le colonie.

Tutta questa riflessione portò ad alcuni passi significativi compiuti anche dal magistero cattolico. Il papa Giovanni XXIII, per esempio, nella sua enciclica Pacem in Terris mise di fatto in discussione tutti e tre i principi della guerra giusta, affermando che, nell'era degli armamenti atomici, fosse addirittura
Significativamente, il concilio ecumenico Vaticano II si rifiutò anche solo di parlare di "guerra giusta" nei suoi documenti ufficiali, adottando piuttosto le riflessioni sulla legittima difesa in campo internazionale come unico ambito in cui affrontare il tema della tutela dei diritti dei popoli nell'ambito del bene dell'intera umanità (Gaudium et spes, 77-82).